# Primera División femenina de fútbol sala 2020-21
La temporada 2020-21 de Primera División es la 27.ª edición de la máxima categoría de la Primera División femenina de fútbol sala de España. La competición se disputa anualmente, empezando el 17 de octubre, y terminando 12 de junio la fase regular, los play-off se jugaron desde el 12 y 13 de junio. El Burela es el equipo defensor del título.

## Equipos participantes

### Equipos por comunidad autónoma
Navalcarnero

 Alcorcón

 Móstoles

 Majadahonda

 Leganés

Canarias

 Teldeportivo

| N.º | Comunidad autónoma   | Equipos                                                                                    |
| --- | -------------------- | ------------------------------------------------------------------------------------------ |
| 5   | Comunidad de Madrid  | Futsi Atlético Navalcarnero AD Alcorcón FSF FSF Móstoles Rayo Majadahonda FS CD Leganés FS |
| 5   | Galicia              | Ourense Envialia CD Burela FS Poio Pescamar FS Cidade de As Burgas FS Viaxes Amarelle FSF  |
| 2   | Aragón               | AD Sala Zaragoza FS Intersala Promesas                                                     |
| 2   | Comunidad Valenciana | Universidad de Alicante FSF Xaloc Alicante FS                                              |
| 1   | Canarias             | AD Teldeportivo FSF                                                                        |
| 1   | Cataluña             | AE Penya Esplugues                                                                         |
| 1   | Melilla              | Torreblanca Melilla CF                                                                     |
| 1   | Región de Murcia     | Roldán FSF                                                                                 |

### Ascensos y descensos
Debido a la pandemia en la temporada anterior no se podujeron descensos. De Segunda División ascienden los equipos de Viaxes Amarelle, Intersala Promesas, Torreblanca Melilla y Teldeportivo.
| Pos. | Descendidos a 2.ª División |
| ---- | -------------------------- |
| -    | No hubo                    |

| Pos.  | Ascendidos de 2.ª División |
| ----- | -------------------------- |
| Prom. | Viaxes Amarelle FSF        |
| Prom. | Intersala Promesas         |
| Prom. | Torreblanca Melilla CF     |
| Prom. | AD Teldeportivo FSF        |

## Grupos y fases
Los equipos de FSF UCAM Murcia y Bilbo FS, que contarían con plaza en esta edición decidieron no inscribir a sus equipos y por lo tanto no participan en la liga. Así pues el número de equipos que compiten pasaría de los 20 que en principio jugarían a 18. Así pues se organiza la categoría de la siguiente manera:
- La Primera División consta de dos grupos integrado por nueve equipos, cada grupo.

- En una primera fase siguiendo un sistema de liga, los nueve equipos de cada grupo se enfrentan todos contra todos en dos ocasiones -una en campo propio y otra en campo contrario- sumando un total de 18 jornadas.

- El orden de los encuentros se decide por sorteo antes de empezar la competición.

- La clasificación se establece con arreglo a los puntos totales obtenidos por cada equipo al finalizar el campeonato.

- Los equipos obtienen tres puntos por cada partido ganado, un punto por cada empate y ningún punto por los partidos perdidos.

En la primera fase los equipos que terminen entre los cuatro primeros de cada grupo se juntan en un grupo para luchar para la clasificación para los play off por el título enfrentando a los equipos que no se han enfrentado en la primera fase en un total de 8 jornadas, los que terminen en las cuatro primeras posiciones jugarán el play-off por el título a partido único y en una sede neutral.
El grupo de lucha por el descenso lo jugarán los equipos clasificados entre los equipos terminados entre las posición quinta y novena, y jugaran contra los equipos que no han jugado en la primera fase en un total de diez jornadas, descenderan los últimos cuatro equipos y los equipos que terminen en la decimotercera y decimocuarta posición jugarán una promoción contra dos equipos de segunda división.

## Información de los equipos
| Club                        | Ciudad                | Comunidad Autónoma   | Entrenador/a         | Capitana         | Pabellón                   | Aforo | Proveedor |
| --------------------------- | --------------------- | -------------------- | -------------------- | ---------------- | -------------------------- | ----- | --------- |
| Futsi Atlético              | Navalcarnero          | Comunidad de Madrid  | Andrés Sanz          | Anita Luján      | La Estación                | 1.500 | Imviso    |
| CD Burela FS                | Burela                | Galicia              | Julio Delgado        | Peque            | Vista Alegre               | 1.400 | Joma      |
| Ourense Envialia FS         | Orense                | Galicia              | Gonzalo Iglesias     | Marta Figueirido | Os Remedios                | 2.500 | OUCF      |
| AD Alcorcón FSF             | Alcorcón              | Comunidad de Madrid  | Raúl Castro          | Aida de Miguel   | Los Cantos                 | 1.568 | Kappa     |
| Poio Pescamar FS            | Poyo                  | Galicia              | Manu Cossío          | Silvia Aguete    | A Seca                     | 700   | Caracal   |
| Universidad de Alicante FSF | Alicante              | Comunidad Valenciana | Maravillas Sansano   | Mónica Castillo  | Universidad de Alicante    | 500   | Viator    |
| AE Penya Esplugues          | Esplugas de Llobregat | Cataluña             | Manolo Moya          | Cèlia Catà       | Les Moreres                | 470   | Joma      |
| FSF Móstoles                | Móstoles              | Comunidad de Madrid  | Luis Ostolaza        | Inma             | Villafontana               | 450   | Joma      |
| Roldán FSF                  | Torre Pacheco         | Región de Murcia     | Juan Alcaraz         | Mayte Mateo      | Gabriel Pérez              | 460   | Kelme     |
| AD Sala Zaragoza FS         | Zaragoza              | Aragón               | Luis Ángel Corredera | Laura Boix       | Siglo XXI                  | 2.780 | Mercury   |
| CD Leganés FS               | Leganés               | Comunidad de Madrid  | Iván Labrado         | Puche            | La Fortuna                 | 490   | Joma      |
| Rayo Majadahonda FS         | Majadahonda           | Comunidad de Madrid  | Raquel Mondoruza     | Lauri            | La Granadilla              | 200   | Emix      |
| Cidade de As Burgas FS      | Orense                | Galicia              | Manolo Codeso        | Sonia Pacios     | Os Remedios                | 2.500 | Joma      |
| Xaloc Alacant FS            | Alicante              | Comunidad Valenciana | Rubén López Amorós   | More             | Pitiu Rochel               | 1.868 | Joma      |
| Intersala Promesas          | Zaragoza              | Aragón               | Carlos Valero        | Ana Sanz         | La Granja                  | 1.000 | Errea     |
| Viaxes Amarelle FSF         | La Coruña             | Galicia              | Jorge Basanta        | Patri Romaní     | Sagrada Familia            | 350   | Legea     |
| AD Teldeportivo FSF         | Telde                 | Canarias             | Cristina Gimeno      | Marta Jiménez    | Centro Insular de Deportes | 4.500 | Luanvi    |
| Torreblanca Melilla CF      | Melilla               | Melilla              | Marcio Santos        | Patricia Alarcón | Javier Imbroda             | 2.600 | Kelme     |

## Clasificación Primera Fase

### Grupo A
|                                           |    | Equipos                        | PJ | G  | E | P  | GF | GC | Dif. | Pts. |
| ----------------------------------------- | -- | ------------------------------ | -- | -- | - | -- | -- | -- | ---- | ---- |
|                                           | 1. | CD Futsi Atlético Navalcarnero | 16 | 14 | 2 | 0  | 80 | 14 | +66  | 44   |
|                                           | 2. | Roldán FSF                     | 16 | 11 | 4 | 1  | 53 | 19 | +34  | 37   |
|                                           | 3. | Poio Pescamar FS               | 16 | 11 | 2 | 3  | 52 | 26 | +26  | 35   |
|                                           | 4. | Ourense CF SAD                 | 16 | 8  | 2 | 6  | 43 | 40 | +3   | 26   |
|                                           | 5. | Leganés FS                     | 15 | 6  | 3 | 6  | 50 | 56 | -6   | 21   |
|                                           | 6. | AE Penya Esplugues             | 15 | 3  | 3 | 9  | 22 | 37 | -15  | 12   |
|                                           | 7. | Viaxes Amarelle                | 15 | 3  | 2 | 10 | 20 | 51 | -31  | 11   |
|                                           | 8. | Teldeportivo                   | 16 | 2  | 1 | 13 | 23 | 61 | -38  | 7    |
|                                           | 9. | Cidade As Burgas FS            | 15 | 1  | 3 | 11 | 27 | 66 | -39  | 6    |
| Última actualización: 21 de marzo de 2021 |    |                                |    |    |   |    |    |    |      |      |

|  | Clasificados para el Grupo C |
|  | Clasificados para el Grupo D |

### Grupo B
|                                           |    | Equipos                    | PJ | G  | E | P  | GF | GC | Dif. | Pts. |
| ----------------------------------------- | -- | -------------------------- | -- | -- | - | -- | -- | -- | ---- | ---- |
|                                           | 1. | Burela FS                  | 15 | 12 | 3 | 0  | 65 | 21 | +44  | 39   |
|                                           | 2. | Torreblanca Melilla        | 16 | 11 | 3 | 2  | 50 | 22 | +28  | 36   |
|                                           | 3. | AD Alcorcón FSF            | 16 | 9  | 3 | 4  | 71 | 35 | +36  | 30   |
|                                           | 4. | FSF Móstoles               | 16 | 9  | 2 | 5  | 63 | 51 | +12  | 29   |
|                                           | 5. | CD Universidad de Alicante | 16 | 7  | 3 | 6  | 44 | 24 | +20  | 24   |
|                                           | 6. | AD Sala Zaragoza FS        | 16 | 7  | 1 | 8  | 47 | 46 | +1   | 22   |
|                                           | 7. | Rayo Majadahonda           | 15 | 5  | 1 | 9  | 36 | 46 | -10  | 16   |
|                                           | 8. | Intersala Promesas         | 16 | 1  | 3 | 12 | 25 | 75 | -50  | 6    |
|                                           | 9. | Xaloc Alicante FS          | 16 | 0  | 1 | 15 | 12 | 93 | -81  | 1    |
| Última actualización: 21 de marzo de 2021 |    |                            |    |    |   |    |    |    |      |      |

|  | Clasificados para el Grupo C |
|  | Clasificados para el Grupo D |

## Clasificación Segunda Fase

### Grupo C (play off)
|                                         |    | Equipos                        | PJ | G  | E | P  | GF  | GC | Dif. | Pts. | Coef. |
| --------------------------------------- | -- | ------------------------------ | -- | -- | - | -- | --- | -- | ---- | ---- | ----- |
|                                         | 1. | CD Futsi Atlético Navalcarnero | 24 | 21 | 2 | 1  | 110 | 27 | +83  | 65   | 2,71  |
|                                         | 2. | Burela FS                      | 23 | 18 | 3 | 2  | 95  | 36 | +59  | 57   | 2,48  |
|                                         | 3. | Roldán FSF                     | 24 | 14 | 5 | 5  | 78  | 42 | +36  | 47   | 1,96  |
|                                         | 4. | AD Alcorcón FSF                | 24 | 14 | 3 | 7  | 93  | 54 | +39  | 45   | 1,88  |
|                                         | 5. | Poio Pescamar FS               | 24 | 14 | 3 | 7  | 65  | 43 | +22  | 45   | 1,88  |
|                                         | 6. | Torreblanca Melilla            | 24 | 12 | 5 | 7  | 67  | 47 | +20  | 41   | 1,71  |
|                                         | 7. | FSF Móstoles                   | 24 | 11 | 2 | 11 | 81  | 82 | -6   | 35   | 1,46  |
|                                         | 8. | Ourense CF SAD                 | 24 | 11 | 2 | 11 | 65  | 74 | -9   | 35   | 1,46  |
| Última actualización:29 de mayo de 2021 |    |                                |    |    |   |    |     |    |      |      |       |

|  | Clasificados para el Play-Off por el título |

### Grupo D (permanencia)
|                                           |     | Equipos                    | PJ | G  | E | P  | GF | GC  | Dif. | Pts. | Coef. |
| ----------------------------------------- | --- | -------------------------- | -- | -- | - | -- | -- | --- | ---- | ---- | ----- |
|                                           | 9.  | CD Universidad de Alicante | 26 | 15 | 4 | 7  | 82 | 38  | +44  | 49   | 1,88  |
|                                           | 10. | Leganés FS                 | 25 | 12 | 4 | 9  | 89 | 87  | +2   | 40   | 1,60  |
|                                           | 11. | AD Sala Zaragoza FS        | 26 | 13 | 2 | 11 | 78 | 67  | +11  | 41   | 1,58  |
|                                           | 12. | Rayo Majadahonda           | 25 | 9  | 4 | 12 | 63 | 66  | -3   | 31   | 1,24  |
|                                           | 13. | AE Penya Esplugues         | 25 | 8  | 5 | 12 | 45 | 55  | -10  | 29   | 1,16  |
|                                           | 14. | Viaxes Amarelle            | 25 | 7  | 5 | 13 | 37 | 67  | -30  | 26   | 1,04  |
|                                           | 15. | Intersala Promesas         | 26 | 4  | 6 | 16 | 44 | 103 | -59  | 18   | 0,69  |
|                                           | 16. | Cidade As Burgas FS        | 25 | 3  | 5 | 17 | 50 | 95  | -45  | 14   | 0,56  |
|                                           | 17. | Teldeportivo               | 26 | 4  | 2 | 20 | 46 | 96  | -50  | 14   | 0,54  |
|                                           | 18. | Xaloc Alicante FS          | 26 | 1  | 2 | 23 | 26 | 135 | -109 | 5    | 0,19  |
| Última actualización: 13 de junio de 2021 |     |                            |    |    |   |    |    |     |      |      |       |

|  | Promoción                             |
|  | Descendido a Segunda División 2020-21 |

## Resultados

### Primera Fase
Los horarios corresponden a la CET (Hora Central Europea) UTC+1 en horario estándar y UTC+2 en horario de verano, y en Canarias UTC+0 en horario estándar y UTC+1 en horario de verano
| Jornada 1                                                                                         | Jornada 1 | Jornada 1                   | Jornada 1        | Jornada 1 | Jornada 1      | Jornada 1    | Jornada 1 | Jornada 1 | Jornada 1 | Jornada 1 | Jornada 1 |
| Local                                                                                             | Resultado | Visitante                   | Fecha            | Hora      | Pabellón       | Espectadores |           |           |           |           |           |
| Grupo A                                                                                           | Grupo A   | Grupo A                     | Grupo A          | Grupo A   | Grupo A        | Grupo A      | Grupo A   | Grupo A   | Grupo A   | Grupo A   | Grupo A   |
| ------------------------------------------------------------------------------------------------- | --------- | --------------------------- | ---------------- | --------- | -------------- | ------------ | --------- | --------- | --------- | --------- | --------- |
| AE Penya Esplugues                                                                                | 6 - 1     | Cidade As Burgas            | 17 de octubre    | 16:00     | Les Moreres    | n/d          |           |           |           |           |           |
| Roldán FSF                                                                                        | 1 - 1     | Futsi Atlético Navalcarnero | 17 de octubre    | 16:00     | Gabriel Pérez  | 0            |           |           |           |           |           |
| Ourense Envialia                                                                                  | 2 - 1     | Viaxes Amarelle             | 8 de diciembreN1 | 12:00     | Paco Paz       | 60           |           |           |           |           |           |
| Leganés FS                                                                                        | 2 - 6     | Poio Pescamar FS            | 8 de diciembreN1 | 19:00     | La Fortuna     | 0            |           |           |           |           |           |
| Descansa; Teldeportivo                                                                            |           |                             |                  |           |                |              |           |           |           |           |           |
| Nota 1: Se aplazaron los partidos debido al confinamiento de los equipos de Ourense y Leganés.    |           |                             |                  |           |                |              |           |           |           |           |           |
| Grupo B                                                                                           |           |                             |                  |           |                |              |           |           |           |           |           |
| Universidad de Alicante                                                                           | 2 - 1     | Rayo Majadahonda            | 17 de octubre    | 18:00     | Univ. Alicante | 0            |           |           |           |           |           |
| AD Alcorcón FSF                                                                                   | 2 - 3     | Burela FS                   | 17 de octubre    | 18:00     | Los Cantos     | 0            |           |           |           |           |           |
| Intersala Promesas                                                                                | 1 - 6     | Torreblanca Melilla         | 3 de diciembreN2 | 20:00     | La Granja      | 0            |           |           |           |           |           |
| FSF Móstoles                                                                                      | 4 - 1     | Xaloc Alicante              | 8 de diciembreN2 | 17:00     | Villafontana   | 0            |           |           |           |           |           |
| Descansa; Sala Zaragoza FS                                                                        |           |                             |                  |           |                |              |           |           |           |           |           |
| Nota 2: Se aplazaron los partidos debido al positivo una jugadora del Intersala y otra del Xaloc. |           |                             |                  |           |                |              |           |           |           |           |           |

| Jornada 2                                                                 | Jornada 2 | Jornada 2               | Jornada 2         | Jornada 2    | Jornada 2       | Jornada 2    | Jornada 2 | Jornada 2 | Jornada 2 | Jornada 2 | Jornada 2 |
| Local                                                                     | Resultado | Visitante               | Fecha             | Hora         | Pabellón        | Espectadores |           |           |           |           |           |
| Grupo A                                                                   | Grupo A   | Grupo A                 | Grupo A           | Grupo A      | Grupo A         | Grupo A      | Grupo A   | Grupo A   | Grupo A   | Grupo A   | Grupo A   |
| ------------------------------------------------------------------------- | --------- | ----------------------- | ----------------- | ------------ | --------------- | ------------ | --------- | --------- | --------- | --------- | --------- |
| Teldeportivo                                                              | 0 - 1     | Ourense Envialia        | 24 de octubre     | 15:30 (h.i.) | C. Insular Dep. | 250          |           |           |           |           |           |
| Viaxes Amarelle                                                           | 0 - 1     | AE Penya Esplugues      | 24 de octubre     | 17:00        | Sagrada Familia | 37           |           |           |           |           |           |
| Poio Pescamar FS                                                          | 2 - 2     | Roldán FSF              | 24 de octubre     | 18:30        | A Seca          | 0            |           |           |           |           |           |
| Cidade As Burgas                                                          | 6 - 2     | Leganés FS              | 27 de diciembreN4 | 12:00        | Paco Paz        |              |           |           |           |           |           |
| Descansa; Futsi Atlético Navalcarnero                                     |           |                         |                   |              |                 |              |           |           |           |           |           |
| Nota 4: Se aplazó el partido debido al positivo de jugadoras del Leganés. |           |                         |                   |              |                 |              |           |           |           |           |           |
| Grupo B                                                                   |           |                         |                   |              |                 |              |           |           |           |           |           |
| Torreblanca Melilla                                                       | 3 - 3     | FSF Móstoles            | 24 de octubre     | 18:00        | Javier Imbroda  | 0            |           |           |           |           |           |
| Xaloc Alicante                                                            | 0 - 7     | Universidad de Alicante | 24 de octubre     | 19:30        | Pitiu Rochel    | 120          |           |           |           |           |           |
| Sala Zaragoza FS                                                          | 3 - 2     | AD Alcorcón FSF         | 25 de octubre     | 12:00        | Siglo XXI       | 0            |           |           |           |           |           |
| Burela FS                                                                 | 6 - 2     | Intersala Promesas      | 27 de diciembreN3 | 12:00        | Vista Alegre    |              |           |           |           |           |           |
| Descansa; Rayo Majadahonda                                                |           |                         |                   |              |                 |              |           |           |           |           |           |
| Nota 3: Se aplazó el partido debido al confinamiento del Intersala.       |           |                         |                   |              |                 |              |           |           |           |           |           |

| Jornada 3               | Jornada 3 | Jornada 3                   | Jornada 3      | Jornada 3 | Jornada 3      | Jornada 3    | Jornada 3 | Jornada 3 | Jornada 3 | Jornada 3 | Jornada 3 |
| Local                   | Resultado | Visitante                   | Fecha          | Hora      | Pabellón       | Espectadores |           |           |           |           |           |
| Grupo A                 | Grupo A   | Grupo A                     | Grupo A        | Grupo A   | Grupo A        | Grupo A      | Grupo A   | Grupo A   | Grupo A   | Grupo A   | Grupo A   |
| ----------------------- | --------- | --------------------------- | -------------- | --------- | -------------- | ------------ | --------- | --------- | --------- | --------- | --------- |
| AE Penya Esplugues      | 3 - 1     | Teldeportivo                | 31 de octubre  | 16:00     | Les Moreres    | 0            |           |           |           |           |           |
| Ourense Envialia        | 2 - 5     | Futsi Atlético Navalcarnero | 31 de octubre  | 17:00     | Paco Paz       | 0            |           |           |           |           |           |
| Poio Pescamar FS        | 3 - 0     | Cidade As Burgas            | 31 de octubre  | 19:00     | A Seca         | 0            |           |           |           |           |           |
| Leganés FS              | 8 - 2     | Viaxes Amarelle             | 31 de octubre  | 19:00     | La Fortuna     | 0            |           |           |           |           |           |
| Descansa; Roldán FSF    |           |                             |                |           |                |              |           |           |           |           |           |
| Grupo B                 |           |                             |                |           |                |              |           |           |           |           |           |
| Universidad de Alicante | 4 - 5     | Torreblanca Melilla         | 31 de octubre  | 18:00     | Univ. Alicante | 0            |           |           |           |           |           |
| FSF Móstoles            | 3 - 3     | Burela FS                   | 31 de octubre  | 19:30     | Villafontana   | 0            |           |           |           |           |           |
| AD Alcorcón FSF         | 8 - 1     | Intersala Promesas          | 31 de octubre  | 19:30     | Los Cantos     | 0            |           |           |           |           |           |
| Sala Zaragoza FS        | 1 - 2     | Rayo Majadahonda            | 1 de noviembre | 12:00     | Siglo XXI      | 0            |           |           |           |           |           |
| Descansa; Xaloc Alacant |           |                             |                |           |                |              |           |           |           |           |           |

| Jornada 4                     | Jornada 4 | Jornada 4               | Jornada 4      | Jornada 4   | Jornada 4       | Jornada 4    | Jornada 4 | Jornada 4 | Jornada 4 | Jornada 4 | Jornada 4 |
| Local                         | Resultado | Visitante               | Fecha          | Hora        | Pabellón        | Espectadores |           |           |           |           |           |
| Grupo A                       | Grupo A   | Grupo A                 | Grupo A        | Grupo A     | Grupo A         | Grupo A      | Grupo A   | Grupo A   | Grupo A   | Grupo A   | Grupo A   |
| ----------------------------- | --------- | ----------------------- | -------------- | ----------- | --------------- | ------------ | --------- | --------- | --------- | --------- | --------- |
| Viaxes Amarelle               | 0 - 3     | Poio Pescamar FS        | 7 de noviembre | 16:00       | Sagrada Familia | 0            |           |           |           |           |           |
| Teldeportivo                  | 2 - 3     | Leganés FS              | 7 de noviembre | 15:30 (h.i) | C. Insular Dep. | 250          |           |           |           |           |           |
| Cidade As Burgas              | 2 - 4     | Roldán FSF              | 7 de noviembre | 17:00       | Paco Paz        | 0            |           |           |           |           |           |
| Futsi Atlético Navalcarnero   | 5 - 0     | AE Penya Esplugues      | 7 de noviembre | 18:00       | La Estación     | 0            |           |           |           |           |           |
| Descansa; Ourense Envialia    |           |                         |                |             |                 |              |           |           |           |           |           |
| Grupo B                       |           |                         |                |             |                 |              |           |           |           |           |           |
| Burela FS                     | 2 - 0     | Universidad de Alicante | 7 de noviembre | 18:30       | Vista Alegre    | 0            |           |           |           |           |           |
| Intersala Promesas            | 3 - 10    | FSF Móstoles            | 7 de noviembre | 19:00       | La Granja       | 0            |           |           |           |           |           |
| Xaloc Alicante                | 1 - 4     | Sala Zaragoza FS        | 7 de noviembre | 19:15       | Pitiu Rochel    | 0            |           |           |           |           |           |
| Rayo Majadahonda              | 1 - 5     | AD Alcorcón FSF         | 7 de noviembre | 20:00       | La Granadilla   | 0            |           |           |           |           |           |
| Descansa; Torreblanca Melilla |           |                         |                |             |                 |              |           |           |           |           |           |

| Jornada 5                    | Jornada 5 | Jornada 5                   | Jornada 5       | Jornada 5 | Jornada 5      | Jornada 5    | Jornada 5 | Jornada 5 | Jornada 5 | Jornada 5 | Jornada 5 |
| Local                        | Resultado | Visitante                   | Fecha           | Hora      | Pabellón       | Espectadores |           |           |           |           |           |
| Grupo A                      | Grupo A   | Grupo A                     | Grupo A         | Grupo A   | Grupo A        | Grupo A      | Grupo A   | Grupo A   | Grupo A   | Grupo A   | Grupo A   |
| ---------------------------- | --------- | --------------------------- | --------------- | --------- | -------------- | ------------ | --------- | --------- | --------- | --------- | --------- |
| Roldán FSF                   | 3 - 0     | Ourense Envialia            | 14 de noviembre | 16:00     | Gabriel Pérez  | 0            |           |           |           |           |           |
| Cidade As Burgas             | 2 - 3     | Viaxes Amarelle             | 14 de noviembre | 16:30     | Paco Paz       | 120          |           |           |           |           |           |
| Poio Pescamar FS             | 5 - 2     | Teldeportivo                | 14 de noviembre | 18:30     | A Seca         | 0            |           |           |           |           |           |
| Leganés FS                   | 1 - 5     | Futsi Atlético Navalcarnero | 14 de noviembre | 19:30     | La Fortuna     | 0            |           |           |           |           |           |
| Descansa; AE Penya Esplugues |           |                             |                 |           |                |              |           |           |           |           |           |
| Grupo B                      |           |                             |                 |           |                |              |           |           |           |           |           |
| Sala Zaragoza FS             | 0 - 2     | Torreblanca Melilla         | 14 de noviembre | 12:00     | Siglo XXI      | 0            |           |           |           |           |           |
| Universidad de Alicante      | 5 - 0     | Intersala Promesas          | 14 de noviembre | 18:00     | Univ. Alicante | 0            |           |           |           |           |           |
| AD Alcorcón FSF              | 10 - 3    | FSF Móstoles                | 14 de noviembre | 18:00     | Los Cantos     | 0            |           |           |           |           |           |
| Rayo Majadahonda             | 6 - 1     | Xaloc Alicante              | 14 de noviembre | 20:00     | La Granadilla  |              |           |           |           |           |           |
| Descansa; Burela FS          |           |                             |                 |           |                |              |           |           |           |           |           |

| Jornada 6                                                                      | Jornada 6 | Jornada 6               | Jornada 6         | Jornada 6    | Jornada 6       | Jornada 6    | Jornada 6 | Jornada 6 | Jornada 6 | Jornada 6 | Jornada 6 |
| Local                                                                          | Resultado | Visitante               | Fecha             | Hora         | Pabellón        | Espectadores |           |           |           |           |           |
| Grupo A                                                                        | Grupo A   | Grupo A                 | Grupo A           | Grupo A      | Grupo A         | Grupo A      | Grupo A   | Grupo A   | Grupo A   | Grupo A   | Grupo A   |
| ------------------------------------------------------------------------------ | --------- | ----------------------- | ----------------- | ------------ | --------------- | ------------ | --------- | --------- | --------- | --------- | --------- |
| Teldeportivo                                                                   | 3 - 3     | Cidade As Burgas        | 21 de noviembre   | 15:30 (h.i.) | C. Insular Dep. |              |           |           |           |           |           |
| Viaxes Amarelle                                                                | 1 - 2     | Roldán FSF              | 21 de noviembre   | 18:00        | Sagrada Familia |              |           |           |           |           |           |
| Futsi Atlético Navalcarnero                                                    | 6 - 1     | Poio Pescamar FS        | 21 de noviembre   | 18:00        | La Estación     | 0            |           |           |           |           |           |
| Ourense Envialia                                                               | 3 - 0     | AE Penya Esplugues      | 27 de diciembreN5 | 12:00        | Mun. Ribadavia  |              |           |           |           |           |           |
| Descansa; Leganés FS                                                           |           |                         |                   |              |                 |              |           |           |           |           |           |
| Nota 5: Se aplazó el partido debido al positivo de una jugadora del Esplugues. |           |                         |                   |              |                 |              |           |           |           |           |           |
| Grupo B                                                                        |           |                         |                   |              |                 |              |           |           |           |           |           |
| Burela FS                                                                      | 8 - 3     | Sala Zaragoza FS        | 21 de noviembre   | 16:30        | Vista Alegre    | 0            |           |           |           |           |           |
| Xaloc Alicante                                                                 | 2 - 10    | AD Alcorcón FSF         | 21 de noviembre   | 19:15        | Pitiu Rochel    |              |           |           |           |           |           |
| Torreblanca Melilla                                                            | 4 - 0     | Rayo Majadahonda        | 21 de noviembre   | 19:30        | Javier Imbroda  |              |           |           |           |           |           |
| FSF Móstoles                                                                   | 2 - 4     | Universidad de Alicante | 21 de noviembre   | 19:30        | Villafontana    |              |           |           |           |           |           |
| Descansa; Intersala Promesas                                                   |           |                         |                   |              |                 |              |           |           |           |           |           |

| Jornada 7                  | Jornada 7 | Jornada 7                   | Jornada 7       | Jornada 7 | Jornada 7       | Jornada 7    | Jornada 7 | Jornada 7 | Jornada 7 | Jornada 7 | Jornada 7 |
| Local                      | Resultado | Visitante                   | Fecha           | Hora      | Pabellón        | Espectadores |           |           |           |           |           |
| Grupo A                    | Grupo A   | Grupo A                     | Grupo A         | Grupo A   | Grupo A         | Grupo A      | Grupo A   | Grupo A   | Grupo A   | Grupo A   | Grupo A   |
| -------------------------- | --------- | --------------------------- | --------------- | --------- | --------------- | ------------ | --------- | --------- | --------- | --------- | --------- |
| Cidade As Burgas           | 2 - 4     | Futsi Atlético Navalcarnero | 28 de noviembre | 17:00     | Paco Paz        | 120          |           |           |           |           |           |
| Viaxes Amarelle            | 4 - 3     | Teldeportivo                | 28 de noviembre | 19:00     | Sagrada Familia |              |           |           |           |           |           |
| Leganés FS                 | 4 - 6     | Ourense Envialia            | 28 de noviembre | 19:30     | La Fortuna      | 0            |           |           |           |           |           |
| Roldán FSF                 | 1 - 0     | AE Penya Esplugues          | 29 de noviembre | 12:00     | Gabriel Pérez   | 0            |           |           |           |           |           |
| Descansa; Poio Pescamar FS |           |                             |                 |           |                 |              |           |           |           |           |           |
| Grupo B                    |           |                             |                 |           |                 |              |           |           |           |           |           |
| Sala Zaragoza FS           | 6 - 1     | Intersala Promesas          | 28 de noviembre | 12:00     | Siglo XXI       | 0            |           |           |           |           |           |
| Xaloc Alicante             | 1 - 2     | Torreblanca Melilla         | 28 de noviembre | 17:30     | Pitiu Rochel    |              |           |           |           |           |           |
| Rayo Majadahonda           | 3 - 4     | Burela FS                   | 28 de noviembre | 18:30     | La Granadilla   | 0            |           |           |           |           |           |
| AD Alcorcón FSF            | 3 - 2     | Universidad de Alicante     | 28 de noviembre | 19:00     | Los Cantos      | 0            |           |           |           |           |           |
| Descansa; FSF Móstoles     |           |                             |                 |           |                 |              |           |           |           |           |           |

| Jornada 8                         | Jornada 8 | Jornada 8           | Jornada 8      | Jornada 8 | Jornada 8     | Jornada 8    | Jornada 8 | Jornada 8 | Jornada 8 | Jornada 8 | Jornada 8 |
| Local                             | Resultado | Visitante           | Fecha          | Hora      | Pabellón      | Espectadores |           |           |           |           |           |
| Grupo A                           | Grupo A   | Grupo A             | Grupo A        | Grupo A   | Grupo A       | Grupo A      | Grupo A   | Grupo A   | Grupo A   | Grupo A   | Grupo A   |
| --------------------------------- | --------- | ------------------- | -------------- | --------- | ------------- | ------------ | --------- | --------- | --------- | --------- | --------- |
| Roldán FSF                        | 5 - 1     | Teldeportivo        | 5 de diciembre | 16:00     | Gabriel Pérez | 0            |           |           |           |           |           |
| AE Penya Esplugues                | 4 - 6     | Leganés FS          | 5 de diciembre | 16:00     | Les Moreres   |              |           |           |           |           |           |
| Futsi Atlético Navalcarnero       | 6 - 2     | Viaxes Amarelle     | 5 de diciembre | 18:00     | La Estación   | 0            |           |           |           |           |           |
| Ourense Envialia                  | 1 - 5     | Poio Pescamar FS    | 5 de diciembre | 19:30     | Paco Paz      | 120          |           |           |           |           |           |
| Descansa; Cidade As Burgas        |           |                     |                |           |               |              |           |           |           |           |           |
| Grupo B                           |           |                     |                |           |               |              |           |           |           |           |           |
| Burela FS                         | 9 - 1     | Xaloc Alicante      | 5 de diciembre | 18:30     | Vista Alegre  |              |           |           |           |           |           |
| Intersala Promesas                | 3 - 3     | Rayo Majadahonda    | 5 de diciembre | 19:00     | La Granja     | 0            |           |           |           |           |           |
| AD Alcorcón FSF                   | 1 - 1     | Torreblanca Melilla | 5 de diciembre | 19:00     | Los Cantos    | 0            |           |           |           |           |           |
| FSF Móstoles                      | 5 - 2     | Sala Zaragoza FS    | 5 de diciembre | 19:45     | Villafontana  | 0            |           |           |           |           |           |
| Descansa; Universidad de Alicante |           |                     |                |           |               |              |           |           |           |           |           |

| Jornada 9                 | Jornada 9 | Jornada 9                   | Jornada 9       | Jornada 9    | Jornada 9       | Jornada 9    | Jornada 9 | Jornada 9 | Jornada 9 | Jornada 9 | Jornada 9 |
| Local                     | Resultado | Visitante                   | Fecha           | Hora         | Pabellón        | Espectadores |           |           |           |           |           |
| Grupo A                   | Grupo A   | Grupo A                     | Grupo A         | Grupo A      | Grupo A         | Grupo A      | Grupo A   | Grupo A   | Grupo A   | Grupo A   | Grupo A   |
| ------------------------- | --------- | --------------------------- | --------------- | ------------ | --------------- | ------------ | --------- | --------- | --------- | --------- | --------- |
| Teldeportivo              | 1 - 5     | Futsi Atlético Navalcarnero | 12 de diciembre | 15:30 (h.i.) | C. Insular Dep. |              |           |           |           |           |           |
| Cidade As Burgas          | 1 - 3     | Ourense Envialia            | 12 de diciembre | 17:00        | Paco Paz        | 120          |           |           |           |           |           |
| Poio Pescamar FS          | 2 - 0     | AE Penya Esplugues          | 12 de diciembre | 17:00        | Príncipe Felipe | 0            |           |           |           |           |           |
| Leganés FS                | 3 - 1     | Roldán FSF                  | 12 de diciembre | 19:30        | La Fortuna      |              |           |           |           |           |           |
| Descansa; Viaxes Amarelle |           |                             |                 |              |                 |              |           |           |           |           |           |
| Grupo B                   |           |                             |                 |              |                 |              |           |           |           |           |           |
| Sala Zaragoza FS          | 2 - 1     | Universidad de Alicante     | 12 de diciembre | 12:00        | Siglo XXI       | 0            |           |           |           |           |           |
| Rayo Majadahonda          | 0 - 4     | FSF Móstoles                | 12 de diciembre | 18:30        | La Granadilla   |              |           |           |           |           |           |
| Torreblanca Melilla       | 1 - 2     | Burela FS                   | 12 de diciembre | 19:00        | Javier Imbroda  |              |           |           |           |           |           |
| Xaloc Alicante            | 1 - 1     | Intersala Promesas          | 12 de diciembre | 19:15        | Pitiu Rochel    | 150          |           |           |           |           |           |
| Descansa; AD Alcorcón FSF |           |                             |                 |              |                 |              |           |           |           |           |           |

| Jornada 10 | Jornada 10 | Jornada 10              | Jornada 10      | Jornada 10 | Jornada 10      | Jornada 10   | Jornada 10 | Jornada 10 | Jornada 10 | Jornada 10 | Jornada 10 |
| Local | Resultado  | Visitante               | Fecha           | Hora       | Pabellón        | Espectadores |            |            |            |            |            |
| Grupo A | Grupo A    | Grupo A                 | Grupo A         | Grupo A    | Grupo A         | Grupo A      | Grupo A    | Grupo A    | Grupo A    | Grupo A    | Grupo A    |
| --- | ---------- | ----------------------- | --------------- | ---------- | --------------- | ------------ | ---------- | ---------- | ---------- | ---------- | ---------- |
| Viaxes Amarelle | 2 - 3      | Ourense Envialia        | 16 de enero     | 18:30      | Sagrada Familia |              |            |            |            |            |            |
| Poio Pescamar FS | 6 - 1      | Leganés FS              | 20 de febreroN6 | 19:30      | A Seca          | 0            |            |            |            |            |            |
| Futsi Atlético Navalcarnero                                                                                              | 2 - 2      | Roldán FSF              | 24 de febreroN7 | 20:00      | La Estación     | 0            |            |            |            |            |            |
| Cidade As Burgas | susp.      | AE Penya Esplugues      | 20 de marzoN6   | 19:00      | Paco Paz        |              |            |            |            |            |            |
| Nota 6: Se aplazaron los partidos debido a positivos de jugadoras del Poio Pescamar y AE Penya Esplugues.                |            |                         |                 |            |                 |              |            |            |            |            |            |
| Nota 7: Se aplazó el partido debido a las consecuencias del temporal de nieve que afectó al centro de la península.      |            |                         |                 |            |                 |              |            |            |            |            |            |
| Descansa; Teldeportivo                                                                                                   |            |                         |                 |            |                 |              |            |            |            |            |            |
| Grupo B |            |                         |                 |            |                 |              |            |            |            |            |            |
| Xaloc Alicante | 2 - 11     | FSF Móstoles            | 16 de enero     | 19:00      | Pitiu Rochel    |              |            |            |            |            |            |
| Torreblanca Melilla | 4 - 2      | Intersala Promesas      | 16 de enero     | 20:00      | Javier Imbroda  | 0            |            |            |            |            |            |
| Rayo Majadahonda | 0 - 3      | Universidad de Alicante | 5 de marzoN7    | 19:30      | La Granadilla   |              |            |            |            |            |            |
| Burela FS | 3 - 3      | AD Alcorcón FSF         | 19 de marzoN7   | 19:30      | Vista Alegre    | 250          |            |            |            |            |            |
| Nota 7: Se aplazaron los partidos debido a las consecuencias del temporal de nieve que afectó al centro de la península. |            |                         |                 |            |                 |              |            |            |            |            |            |
| Descansa; Sala Zaragoza FS                                                                                               |            |                         |                 |            |                 |              |            |            |            |            |            |

| Jornada 11 | Jornada 11 | Jornada 11          | Jornada 11      | Jornada 11 | Jornada 11     | Jornada 11   | Jornada 11 | Jornada 11 | Jornada 11 | Jornada 11 | Jornada 11 |
| Local | Resultado  | Visitante           | Fecha           | Hora       | Pabellón       | Espectadores |            |            |            |            |            |
| Grupo A | Grupo A    | Grupo A             | Grupo A         | Grupo A    | Grupo A        | Grupo A      | Grupo A    | Grupo A    | Grupo A    | Grupo A    | Grupo A    |
| --- | ---------- | ------------------- | --------------- | ---------- | -------------- | ------------ | ---------- | ---------- | ---------- | ---------- | ---------- |
| Leganés FS | 4 - 4      | Cidade As Burgas    | 23 de enero     | 19:30      | Europa         | 100          |            |            |            |            |            |
| Ourense Envialia                                                                                                | 6 - 2      | Teldeportivo        | 15 de febreroN8 | 20:00      | Los Remedios   | 0            |            |            |            |            |            |
| Roldán FSF | 4 - 1      | Poio Pescamar FS    | 10 de marzoN9   | 20:30      | Gabriel Pérez  |              |            |            |            |            |            |
| AE Penya Esplugues                                                                                              | 1 - 1      | Viaxes Amarelle     | 14 de marzoN9   | 12:00      | Les Moreres    |              |            |            |            |            |            |
| Descansa; Futsi Atlético Navalcarnero                                                                           |            |                     |                 |            |                |              |            |            |            |            |            |
| Nota 9: Se aplazaron los partidos debido al confinamiento de los equipos de Poio Pescamar y AE Penya Esplugues. |            |                     |                 |            |                |              |            |            |            |            |            |
| Nota 8: Se aplazaron los partidos debido al positivo de una jugadora del Ourense Envialia.                      |            |                     |                 |            |                |              |            |            |            |            |            |
| Grupo B |            |                     |                 |            |                |              |            |            |            |            |            |
| AD Alcorcón FSF                                                                                                 | 5 - 4      | Sala Zaragoza FS    | 23 de enero     | 16:00      | Los Cantos     | 0            |            |            |            |            |            |
| Universidad de Alicante                                                                                         | 5 - 0      | Xaloc Alicante      | 16 de febreroN8 | 20:15      | Univ. Alicante | 0            |            |            |            |            |            |
| Intersala Promesas                                                                                              | 0 - 3      | Burela FS           | 18 de febreroN8 | 20:00      | La Granja      | 0            |            |            |            |            |            |
| FSF Móstoles | 2 - 1      | Torreblanca Melilla | 25 de febreroN8 | 19:30      | Villafontana   | 0            |            |            |            |            |            |
| Descansa; Rayo Majadahonda                                                                                      |            |                     |                 |            |                |              |            |            |            |            |            |
| Nota 8: Se aplazaron los partidos debido a positivos de jugadoras del Burela, Móstoles y UA.                    |            |                     |                 |            |                |              |            |            |            |            |            |

| Jornada 12                                                                 | Jornada 12 | Jornada 12              | Jornada 12      | Jornada 12   | Jornada 12      | Jornada 12   | Jornada 12 | Jornada 12 | Jornada 12 | Jornada 12 | Jornada 12 |
| Local                                                                      | Resultado  | Visitante               | Fecha           | Hora         | Pabellón        | Espectadores |            |            |            |            |            |
| Grupo A                                                                    | Grupo A    | Grupo A                 | Grupo A         | Grupo A      | Grupo A         | Grupo A      | Grupo A    | Grupo A    | Grupo A    | Grupo A    | Grupo A    |
| -------------------------------------------------------------------------- | ---------- | ----------------------- | --------------- | ------------ | --------------- | ------------ | ---------- | ---------- | ---------- | ---------- | ---------- |
| Cidade As Burgas                                                           | 1 - 6      | Poio Pescamar FS        | 9 de febreroN10 | 20:00        | Los Remedios    | 0            |            |            |            |            |            |
| Futsi Atlético Navalcarnero                                                | 4 - 1      | Ourense Envialia        | 3 de marzoN10   | 20:00        | La Estación     | 0            |            |            |            |            |            |
| Teldeportivo                                                               | 2 - 0      | AE Penya Esplugues      | 7 de marzoN10   | 20:00 (h.i.) | C. Insular Dep. |              |            |            |            |            |            |
| Viaxes Amarelle                                                            | susp.      | Leganés FS              | 20 de marzoN10  | 18:00        | Novo Mesoiro    |              |            |            |            |            |            |
| Descansa; Roldán FSF                                                       |            |                         |                 |              |                 |              |            |            |            |            |            |
| Nota 10: Se aplazaron los partidos debido al confinamiento de los equipos. |            |                         |                 |              |                 |              |            |            |            |            |            |
| Grupo B                                                                    |            |                         |                 |              |                 |              |            |            |            |            |            |
| Rayo Majadahonda                                                           | 2 - 4      | Sala Zaragoza FS        | 30 de enero     | 18:30        | La Granadilla   |              |            |            |            |            |            |
| Intersala Promesas                                                         | 2 - 5      | AD Alcorcón FSF         | 30 de enero     | 19:00        | La Granja       | 0            |            |            |            |            |            |
| Torreblanca Melilla                                                        | 1 - 0      | Universidad de Alicante | 20 de marzoN10  | 20:00        | Javier Imbroda  |              |            |            |            |            |            |
| Burela FS                                                                  | 6 - 0      | FSF Móstoles            | 21 de marzoN10  | 13:00        | Vista Alegre    | 250          |            |            |            |            |            |
| Descansa; Xaloc Alacant                                                    |            |                         |                 |              |                 |              |            |            |            |            |            |
| Nota 10: Se aplazaron los partidos debido al confinamiento de los equipos. |            |                         |                 |              |                 |              |            |            |            |            |            |

| Jornada 13                    | Jornada 13 | Jornada 13                  | Jornada 13   | Jornada 13 | Jornada 13     | Jornada 13   | Jornada 13 | Jornada 13 | Jornada 13 | Jornada 13 | Jornada 13 |
| Local                         | Resultado  | Visitante                   | Fecha        | Hora       | Pabellón       | Espectadores |            |            |            |            |            |
| Grupo A                       | Grupo A    | Grupo A                     | Grupo A      | Grupo A    | Grupo A        | Grupo A      | Grupo A    | Grupo A    | Grupo A    | Grupo A    | Grupo A    |
| ----------------------------- | ---------- | --------------------------- | ------------ | ---------- | -------------- | ------------ | ---------- | ---------- | ---------- | ---------- | ---------- |
| Roldán FSF                    | 6 - 0      | Cidade As Burgas            | 6 de febrero | 15:30      | Gabriel Pérez  |              |            |            |            |            |            |
| AE Penya Esplugues            | 0 - 3      | Futsi Atlético Navalcarnero | 6 de febrero | 16:00      | Les Moreres    |              |            |            |            |            |            |
| Leganés FS                    | 6 - 0      | Teldeportivo                | 6 de febrero | 16:30      | Europa         |              |            |            |            |            |            |
| Poio Pescamar FS              | 2 - 0      | Viaxes Amarelle             | 7 de febrero | 19:00      | A Seca         | 0            |            |            |            |            |            |
| Descansa; Ourense Envialia    |            |                             |              |            |                |              |            |            |            |            |            |
| Grupo B                       |            |                             |              |            |                |              |            |            |            |            |            |
| AD Alcorcón FSF               | 3 - 2      | Rayo Majadahonda            | 6 de febrero | 16:00      | Los Cantos     |              |            |            |            |            |            |
| Universidad de Alicante       | 1 - 3      | Burela FS                   | 6 de febrero | 18:00      | Univ. Alicante | 0            |            |            |            |            |            |
| Sala Zaragoza FS              | 7 - 1      | Xaloc Alicante              | 7 de febrero | 12:00      | Siglo XXI      |              |            |            |            |            |            |
| FSF Móstoles                  | 6 - 2      | Intersala Promesas          | 7 de febrero | 16:00      | Villafontana   |              |            |            |            |            |            |
| Descansa; Torreblanca Melilla |            |                             |              |            |                |              |            |            |            |            |            |

| Jornada 14                   | Jornada 14 | Jornada 14              | Jornada 14    | Jornada 14   | Jornada 14      | Jornada 14   | Jornada 14 | Jornada 14 | Jornada 14 | Jornada 14 | Jornada 14 |
| Local                        | Resultado  | Visitante               | Fecha         | Hora         | Pabellón        | Espectadores |            |            |            |            |            |
| Grupo A                      | Grupo A    | Grupo A                 | Grupo A       | Grupo A      | Grupo A         | Grupo A      | Grupo A    | Grupo A    | Grupo A    | Grupo A    | Grupo A    |
| ---------------------------- | ---------- | ----------------------- | ------------- | ------------ | --------------- | ------------ | ---------- | ---------- | ---------- | ---------- | ---------- |
| Viaxes Amarelle              | 2 - 2      | Cidade As Burgas        | 13 de febrero | 17:00        | Sagrada Familia |              |            |            |            |            |            |
| Ourense Envialia             | 2 - 5      | Roldán FSF              | 13 de febrero | 17:00        | Los Remedios    |              |            |            |            |            |            |
| Teldeportivo                 | 1 - 4      | Poio Pescamar FS        | 13 de febrero | 19:00 (h.i.) | C. Insular Dep. |              |            |            |            |            |            |
| Futsi Atlético Navalcarnero  | 6 - 0      | Leganés FS              | 14 de febrero | 12:00        | La Estación     |              |            |            |            |            |            |
| Descansa; AE Penya Esplugues |            |                         |               |              |                 |              |            |            |            |            |            |
| Grupo B                      |            |                         |               |              |                 |              |            |            |            |            |            |
| Intersala Promesas           | 1 - 1      | Universidad de Alicante | 13 de febrero | 19:00        | La Granja       | 0            |            |            |            |            |            |
| Xaloc Alicante               | 1 - 5      | Rayo Majadahonda        | 13 de febrero | 19:15        | Pitiu Rochel    | 0            |            |            |            |            |            |
| FSF Móstoles                 | 3 - 2      | AD Alcorcón FSF         | 13 de febrero | 19:45        | Villafontana    |              |            |            |            |            |            |
| Torreblanca Melilla          | 5 - 1      | Sala Zaragoza FS        | 13 de febrero | 20:00        | Javier Imbroda  |              |            |            |            |            |            |
| Descansa; Burela FS          |            |                         |               |              |                 |              |            |            |            |            |            |

| Jornada 15                   | Jornada 15 | Jornada 15                  | Jornada 15    | Jornada 15 | Jornada 15     | Jornada 15   | Jornada 15 | Jornada 15 | Jornada 15 | Jornada 15 | Jornada 15 |
| Local                        | Resultado  | Visitante                   | Fecha         | Hora       | Pabellón       | Espectadores |            |            |            |            |            |
| Grupo A                      | Grupo A    | Grupo A                     | Grupo A       | Grupo A    | Grupo A        | Grupo A      | Grupo A    | Grupo A    | Grupo A    | Grupo A    | Grupo A    |
| ---------------------------- | ---------- | --------------------------- | ------------- | ---------- | -------------- | ------------ | ---------- | ---------- | ---------- | ---------- | ---------- |
| Roldán FSF                   | 5 - 0      | Viaxes Amarelle             | 20 de febrero | 16:00      | Gabriel Pérez  |              |            |            |            |            |            |
| Cidade As Burgas             | 2 - 4      | Teldeportivo                | 20 de febrero | 17:00      | Paco Paz       |              |            |            |            |            |            |
| AE Penya Esplugues           | 2 - 2      | Ourense Envialia            | 20 de febrero | 18:00      | Les Moreres    |              |            |            |            |            |            |
| Poio Pescamar FS             | 1 - 2      | Futsi Atlético Navalcarnero | 20 de marzo   | 18:30      | A Seca         | 0            |            |            |            |            |            |
| Descansa; Leganés FS         |            |                             |               |            |                |              |            |            |            |            |            |
| Grupo B                      |            |                             |               |            |                |              |            |            |            |            |            |
| Sala Zaragoza FS             | 0 - 4      | Burela FS                   | 20 de febrero | 12:00      | Siglo XXI      | 0            |            |            |            |            |            |
| Universidad de Alicante      | 5 - 0      | FSF Móstoles                | 20 de febrero | 18:00      | Univ. Alicante | 0            |            |            |            |            |            |
| Rayo Majadahonda             | 1 - 5      | Torreblanca Melilla         | 20 de febrero | 18:30      | La Granadilla  |              |            |            |            |            |            |
| AD Alcorcón FSF              | 8 - 0      | Xaloc Alicante              | 20 de febrero | 19:00      | Los Cantos     |              |            |            |            |            |            |
| Descansa; Intersala Promesas |            |                             |               |            |                |              |            |            |            |            |            |

| Jornada 16                                                                               | Jornada 16 | Jornada 16       | Jornada 16     | Jornada 16   | Jornada 16        | Jornada 16   | Jornada 16 | Jornada 16 | Jornada 16 | Jornada 16 | Jornada 16 |
| Local                                                                                    | Resultado  | Visitante        | Fecha          | Hora         | Pabellón          | Espectadores |            |            |            |            |            |
| Grupo A                                                                                  | Grupo A    | Grupo A          | Grupo A        | Grupo A      | Grupo A           | Grupo A      | Grupo A    | Grupo A    | Grupo A    | Grupo A    | Grupo A    |
| ---------------------------------------------------------------------------------------- | ---------- | ---------------- | -------------- | ------------ | ----------------- | ------------ | ---------- | ---------- | ---------- | ---------- | ---------- |
| AE Penya Esplugues                                                                       | 0 - 3      | Roldán FSF       | 27 de febrero  | 16:00        | Les Moreres       |              |            |            |            |            |            |
| Teldeportivo                                                                             | 0 - 2      | Viaxes Amarelle  | 27 de febrero  | 15:30 (h.i.) | C.D. Gran Canaria |              |            |            |            |            |            |
| Ourense Envialia                                                                         | 3 - 3      | Leganés FS       | 27 de febrero  | 18:00        | Paco Paz          | 120          |            |            |            |            |            |
| Futsi Atlético Navalcarnero                                                              | 9 - 0      | Cidade As Burgas | 28 de febrero  | 12:00        | La Estación       | 0            |            |            |            |            |            |
| Descansa; Poio Pescamar FS                                                               |            |                  |                |              |                   |              |            |            |            |            |            |
| Grupo B                                                                                  |            |                  |                |              |                   |              |            |            |            |            |            |
| Torreblanca Melilla                                                                      | 5 - 0      | Xaloc Alicante   | 27 de febrero  | 18:00        | Javier Imbroda    |              |            |            |            |            |            |
| Universidad de Alicante                                                                  | 2 - 2      | AD Alcorcón FSF  | 27 de febrero  | 18:00        | Univ. Alicante    | 0            |            |            |            |            |            |
| Intersala Promesas                                                                       | 1 - 5      | Sala Zaragoza FS | 20 de marzoN12 | 19:30        | La Granja         | 94           |            |            |            |            |            |
| Burela FS                                                                                | susp.      | Rayo Majadahonda | N11            |              |                   |              |            |            |            |            |            |
| Descansa; FSF Móstoles                                                                   |            |                  |                |              |                   |              |            |            |            |            |            |
| Nota 11: Se aplazó el partido por contacto directo del Burela con un contacto positivo.  |            |                  |                |              |                   |              |            |            |            |            |            |
| Nota 12: Se aplazó el partido debido al positivo de una jugadora del Intersala Promesas. |            |                  |                |              |                   |              |            |            |            |            |            |

| Jornada 17                        | Jornada 17 | Jornada 17                  | Jornada 17 | Jornada 17   | Jornada 17      | Jornada 17   | Jornada 17 | Jornada 17 | Jornada 17 | Jornada 17 | Jornada 17 |
| Local                             | Resultado  | Visitante                   | Fecha      | Hora         | Pabellón        | Espectadores |            |            |            |            |            |
| Grupo A                           | Grupo A    | Grupo A                     | Grupo A    | Grupo A      | Grupo A         | Grupo A      | Grupo A    | Grupo A    | Grupo A    | Grupo A    | Grupo A    |
| --------------------------------- | ---------- | --------------------------- | ---------- | ------------ | --------------- | ------------ | ---------- | ---------- | ---------- | ---------- | ---------- |
| Teldeportivo                      | 1 - 6      | Roldán FSF                  | 5 de marzo | 20:30 (h.i.) | C. Insular Dep. |              |            |            |            |            |            |
| Viaxes Amarelle                   | 0 - 11     | Futsi Atlético Navalcarnero | 6 de marzo | 18:00        | Sagrada Familia |              |            |            |            |            |            |
| Poio Pescamar FS                  | 2 - 1      | Ourense Envialia            | 6 de marzo | 19:00        | A Seca          | 0            |            |            |            |            |            |
| Leganés FS                        | 4 - 2      | AE Penya Esplugues          | 6 de marzo | 19:30        | La Fortuna      |              |            |            |            |            |            |
| Descansa; Cidade As Burgas        |            |                             |            |              |                 |              |            |            |            |            |            |
| Grupo B                           |            |                             |            |              |                 |              |            |            |            |            |            |
| Sala Zaragoza FS                  | 3 - 4      | FSF Móstoles                | 6 de marzo | 12:00        | Siglo XXI       | 0            |            |            |            |            |            |
| Torreblanca Melilla               | 3 - 2      | AD Alcorcón FSF             | 6 de marzo | 19:00        | Javier Imbroda  |              |            |            |            |            |            |
| Xaloc Alicante                    | 0 - 7      | Burela FS                   | 6 de marzo | 19:15        | Pitiu Rochel    |              |            |            |            |            |            |
| Rayo Majadahonda                  | 6 - 3      | Intersala Promesas          | 7 de marzo | 12:00        | La Granadilla   |              |            |            |            |            |            |
| Descansa; Universidad de Alicante |            |                             |            |              |                 |              |            |            |            |            |            |

| Jornada 18                  | Jornada 18 | Jornada 18          | Jornada 18  | Jornada 18 | Jornada 18     | Jornada 18   | Jornada 18 | Jornada 18 | Jornada 18 | Jornada 18 | Jornada 18 |
| Local                       | Resultado  | Visitante           | Fecha       | Hora       | Pabellón       | Espectadores |            |            |            |            |            |
| Grupo A                     | Grupo A    | Grupo A             | Grupo A     | Grupo A    | Grupo A        | Grupo A      | Grupo A    | Grupo A    | Grupo A    | Grupo A    | Grupo A    |
| --------------------------- | ---------- | ------------------- | ----------- | ---------- | -------------- | ------------ | ---------- | ---------- | ---------- | ---------- | ---------- |
| AE Penya Esplugues          | 3 - 3      | Poio Pescamar FS    | 12 de marzo | 20:30      | Les Moreres    |              |            |            |            |            |            |
| Roldán FSF                  | 3 - 3      | Leganés FS          | 13 de marzo | 16:00      | Gabriel Pérez  |              |            |            |            |            |            |
| Ourense Envialia            | 7 - 1      | Cidade As Burgas    | 13 de marzo | 16:30      | Paco Paz       |              |            |            |            |            |            |
| Futsi Atlético Navalcarnero | 6 - 0      | Teldeportivo        | 13 de marzo | 18:30      | La Estación    | 0            |            |            |            |            |            |
| Descansa; Viaxes Amarelle   |            |                     |             |            |                |              |            |            |            |            |            |
| Grupo B                     |            |                     |             |            |                |              |            |            |            |            |            |
| Universidad de Alicante     | 2 - 2      | Sala Zaragoza FS    | 13 de marzo | 18:00      | Univ. Alicante | 0            |            |            |            |            |            |
| Burela FS                   | 2 - 2      | Torreblanca Melilla | 13 de marzo | 18:30      | Vista Alegre   | 250          |            |            |            |            |            |
| Intersala Promesas          | 2 - 0      | Xaloc Alicante      | 13 de marzo | 19:00      | La Granja      | 94           |            |            |            |            |            |
| FSF Móstoles                | 3 - 4      | Rayo Majadahonda    | 13 de marzo | 19:45      | Villafontana   |              |            |            |            |            |            |
| Descansa; AD Alcorcón FSF   |            |                     |             |            |                |              |            |            |            |            |            |

### Segunda Fase
Los horarios corresponden a la CET (Hora Central Europea) UTC+1 en horario estándar y UTC+2 en horario de verano, y en Canarias UTC+0 en horario estándar y UTC+1 en horario de verano
| Jornada 19                                                                 | Jornada 19 | Jornada 19          | Jornada 19    | Jornada 19 | Jornada 19     | Jornada 19   | Jornada 19 | Jornada 19 | Jornada 19 | Jornada 19 | Jornada 19 |
| Local                                                                      | Resultado  | Visitante           | Fecha         | Hora       | Pabellón       | Espectadores |            |            |            |            |            |
| Grupo C                                                                    | Grupo C    | Grupo C             | Grupo C       | Grupo C    | Grupo C        | Grupo C      | Grupo C    | Grupo C    | Grupo C    | Grupo C    | Grupo C    |
| -------------------------------------------------------------------------- | ---------- | ------------------- | ------------- | ---------- | -------------- | ------------ | ---------- | ---------- | ---------- | ---------- | ---------- |
| Ourense Envialia                                                           | 1 - 4      | Burela FS           | 27 de marzo   | 17:00      | Los Remedios   |              |            |            |            |            |            |
| Futsi Atlético Navalcarnero                                                | 3 - 4      | FSF Móstoles        | 27 de marzo   | 18:30      | La Estación    |              |            |            |            |            |            |
| Poio Pescamar FS                                                           | 1 - 1      | Torreblanca Melilla | 27 de marzo   | 20:00      | A Seca         | 0            |            |            |            |            |            |
| Roldán FSF                                                                 | 1 - 2      | AD Alcorcón FSF     | 28 de marzo   | 12:00      | Gabriel Pérez  | 20           |            |            |            |            |            |
| Grupo D                                                                    |            |                     |               |            |                |              |            |            |            |            |            |
| Universidad de Alicante                                                    | 4 - 1      | Cidade As Burgas    | 27 de marzo   | 18:00      | Univ. Alicante |              |            |            |            |            |            |
| Sala Zaragoza FS                                                           | 3 - 1      | Teldeportivo        | 27 de marzo   | 19:00      | Siglo XXI      |              |            |            |            |            |            |
| Xaloc Alicante                                                             | 4 - 6      | Leganés FS          | 27 de marzo   | 19:15      | Pitiu Rochel   | 0            |            |            |            |            |            |
| Rayo Majadahonda                                                           | 1 - 2      | Viaxes Amarelle     | 1 de mayoN14  | 19:30      | La Granadilla  |              |            |            |            |            |            |
| Intersala Promesas                                                         | 2 - 2      | AE Penya Esplugues  | 26 de mayoN14 | 19ː30      | La Granja      |              |            |            |            |            |            |
| Nota 14: Se aplazaron los partidos debido al confinamiento de los equipos. |            |                     |               |            |                |              |            |            |            |            |            |

| Jornada 20          | Jornada 20 | Jornada 20                  | Jornada 20 | Jornada 20   | Jornada 20      | Jornada 20   | Jornada 20 | Jornada 20 | Jornada 20 | Jornada 20 | Jornada 20 |
| Local               | Resultado  | Visitante                   | Fecha      | Hora         | Pabellón        | Espectadores |            |            |            |            |            |
| Grupo C             | Grupo C    | Grupo C                     | Grupo C    | Grupo C      | Grupo C         | Grupo C      | Grupo C    | Grupo C    | Grupo C    | Grupo C    | Grupo C    |
| ------------------- | ---------- | --------------------------- | ---------- | ------------ | --------------- | ------------ | ---------- | ---------- | ---------- | ---------- | ---------- |
| AD Alcorcón FSF     | 1 - 6      | Futsi Atlético Navalcarnero | 1 de abril | 12:00        | Los Cantos      | 300          |            |            |            |            |            |
| Torreblanca Melilla | 2 - 2      | Roldán FSF                  | 3 de abril | 13:00        | Javier Imbroda  | 0            |            |            |            |            |            |
| Burela FS           | 4 - 1      | Poio Pescamar FS            | 3 de abril | 17:00        | Vista Alegre    | 50           |            |            |            |            |            |
| FSF Móstoles        | 6 - 3      | Ourense Envialia            | 3 de abril | 19:00        | Villafontana    | 0            |            |            |            |            |            |
| Grupo D             |            |                             |            |              |                 |              |            |            |            |            |            |
| Teldeportivo        | 0 - 6      | Universidad de Alicante     | 2 de abril | 19:00 (h.i.) | C. Insular Dep. |              |            |            |            |            |            |
| AE Penya Esplugues  | 3 - 1      | Rayo Majadahonda            | 3 de abril | 16:00        | Les Moreres     |              |            |            |            |            |            |
| Cidade As Burgas    | 9 - 2      | Xaloc Alicante              | 3 de abril | 17:00        | Paco Paz        |              |            |            |            |            |            |
| Viaxes Amarelle     | 2 - 2      | Sala Zaragoza FS            | 3 de abril | 18:00        | Sagrado Familia |              |            |            |            |            |            |
| Leganés FS          | 6 - 1      | Intersala Promesas          | 3 de abril | 19:30        | La Fortuna      | 100          |            |            |            |            |            |

| Jornada 21 | Jornada 21 | Jornada 21          | Jornada 21    | Jornada 21 | Jornada 21     | Jornada 21   | Jornada 21 | Jornada 21 | Jornada 21 | Jornada 21 | Jornada 21 |
| Local | Resultado  | Visitante           | Fecha         | Hora       | Pabellón       | Espectadores |            |            |            |            |            |
| Grupo C | Grupo C    | Grupo C             | Grupo C       | Grupo C    | Grupo C        | Grupo C      | Grupo C    | Grupo C    | Grupo C    | Grupo C    | Grupo C    |
| --- | ---------- | ------------------- | ------------- | ---------- | -------------- | ------------ | ---------- | ---------- | ---------- | ---------- | ---------- |
| Roldán FSF | 3 - 5      | Burela FS           | 10 de abril   | 12:00      | Gabriel Pérez  |              |            |            |            |            |            |
| Ourense Envialia | 1 - 4      | AD Alcorcón FSF     | 10 de abril   | 17:00      | Los Remedios   |              |            |            |            |            |            |
| Poio Pescamar FS | 4 - 1      | FSF Móstoles        | 10 de abril   | 18:30      | A Seca         | 0            |            |            |            |            |            |
| Futsi Atlético Navalcarnero                                                                                          | 5 - 3      | Torreblanca Melilla | 15 de mayoN13 | 12:00      | La Estación    |              |            |            |            |            |            |
| Nota 13: Se aplazó el partido por las malas condiciones meteorológicas que le impidió al Torreblanca Melilla viajar. |            |                     |               |            |                |              |            |            |            |            |            |
| Grupo D |            |                     |               |            |                |              |            |            |            |            |            |
| Xaloc Alicante | 2 - 7      | Teldeportivo        | 10 de abril   | 17:00      | Pitiu Rochel   |              |            |            |            |            |            |
| Universidad de Alicante                                                                                              | 2 - 1      | Viaxes Amarelle     | 10 de abril   | 18:00      | Univ. Alicante | 0            |            |            |            |            |            |
| Rayo Majadahonda | 2 - 3      | Leganés FS          | 10 de abril   | 18:30      | La Granadilla  | 0            |            |            |            |            |            |
| Intersala Promesas                                                                                                   | 0 - 0      | Cidade As Burgas    | 10 de abril   | 19:30      | La Granja      | 94           |            |            |            |            |            |
| Sala Zaragoza FS | 5 - 2      | AE Penya Esplugues  | 11 de abril   | 12:00      | Siglo XXI      | 0            |            |            |            |            |            |

| Jornada 22          | Jornada 22 | Jornada 22                  | Jornada 22  | Jornada 22   | Jornada 22        | Jornada 22   | Jornada 22 | Jornada 22 | Jornada 22 | Jornada 22 | Jornada 22 |
| Local               | Resultado  | Visitante                   | Fecha       | Hora         | Pabellón          | Espectadores |            |            |            |            |            |
| Grupo C             | Grupo C    | Grupo C                     | Grupo C     | Grupo C      | Grupo C           | Grupo C      | Grupo C    | Grupo C    | Grupo C    | Grupo C    | Grupo C    |
| ------------------- | ---------- | --------------------------- | ----------- | ------------ | ----------------- | ------------ | ---------- | ---------- | ---------- | ---------- | ---------- |
| Torreblanca Melilla | 3 - 4      | Ourense Envialia            | 17 de abril | 18:00        | Javier Imbroda    |              |            |            |            |            |            |
| FSF Móstoles        | 0 - 5      | Roldán FSF                  | 17 de abril | 18:15        | Villafontana      |              |            |            |            |            |            |
| Burela FS           | 1 - 2      | Futsi Atlético Navalcarnero | 17 de abril | 18:30        | Vista Alegre      | 50           |            |            |            |            |            |
| AD Alcorcón FSF     | 2 - 3      | Poio Pescamar FS            | 17 de abril | 19:00        | Los Cantos        |              |            |            |            |            |            |
| Grupo D             |            |                             |             |              |                   |              |            |            |            |            |            |
| Cidade As Burgas    | 0 - 5      | Rayo Majadahonda            | 17 de abril | 17:00        | Paco Paz          |              |            |            |            |            |            |
| Viaxes Amarelle     | 2 - 1      | Xaloc Alicante              | 17 de abril | 18:00        | Sagrada Familia   |              |            |            |            |            |            |
| AE Penya Esplugues  | 1 - 4      | Universidad de Alicante     | 17 de abril | 18:30        | Les Moreres       | 0            |            |            |            |            |            |
| Leganés FS          | 2 - 1      | Sala Zaragoza FS            | 17 de abril | 19:30        | La Fortuna        |              |            |            |            |            |            |
| Teldeportivo        | 1 - 2      | Intersala Promesas          | 17 de abril | 20:30 (h.i.) | C.D. Gran Canaria |              |            |            |            |            |            |

| Jornada 23                                                                         | Jornada 23 | Jornada 23                  | Jornada 23    | Jornada 23 | Jornada 23     | Jornada 23   | Jornada 23 | Jornada 23 | Jornada 23 | Jornada 23 | Jornada 23 |
| Local                                                                              | Resultado  | Visitante                   | Fecha         | Hora       | Pabellón       | Espectadores |            |            |            |            |            |
| Grupo C                                                                            | Grupo C    | Grupo C                     | Grupo C       | Grupo C    | Grupo C        | Grupo C      | Grupo C    | Grupo C    | Grupo C    | Grupo C    | Grupo C    |
| ---------------------------------------------------------------------------------- | ---------- | --------------------------- | ------------- | ---------- | -------------- | ------------ | ---------- | ---------- | ---------- | ---------- | ---------- |
| AD Alcorcón FSF                                                                    | 5 - 1      | Roldán FSF                  | 24 de abril   | 19:00      | Los Cantos     |              |            |            |            |            |            |
| Torreblanca Melilla                                                                | 5 - 2      | Poio Pescamar FS            | 24 de abril   | 19:00      | Javier Imbroda | 150          |            |            |            |            |            |
| Burela FS                                                                          | 9 - 4      | Ourense Envialia            | 24 de abril   | 19:00      | Vista Alegre   | 50           |            |            |            |            |            |
| FSF Móstoles                                                                       | 2 - 3      | Futsi Atlético Navalcarnero | 24 de abril   | 19:30      | Villafontana   |              |            |            |            |            |            |
| Grupo D                                                                            |            |                             |               |            |                |              |            |            |            |            |            |
| Sala Zaragoza FS                                                                   | {{4 - 2    | Cidade As Burgas            | 24 de abril   | 17:00      | Siglo XXI      |              |            |            |            |            |            |
| Universidad de Alicante                                                            | 7 - 3      | Leganés FS                  | 24 de abril   | 18:00      | Univ. Alicante | 0            |            |            |            |            |            |
| Xaloc Alicante                                                                     | 0 - 3      | AE Penya Esplugues          | 24 de abril   | 19:15      | Pitiu Rochel   |              |            |            |            |            |            |
| Intersala Promesas                                                                 | 3 - 3      | Viaxes Amarelle             | 24 de abril   | 19:30      | La Granja      |              |            |            |            |            |            |
| Rayo Majadahonda                                                                   | 4 - 1      | Teldeportivo                | 26 de mayoN15 | 17ː00      | La Granadilla  |              |            |            |            |            |            |
| Nota 15: Se aplazó el partido debido al positivo de una jugadora del Teldeportivo. |            |                             |               |            |                |              |            |            |            |            |            |

| Jornada 24                  | Jornada 24 | Jornada 24              | Jornada 24 | Jornada 24   | Jornada 24      | Jornada 24   | Jornada 24 | Jornada 24 | Jornada 24 | Jornada 24 | Jornada 24 |
| Local                       | Resultado  | Visitante               | Fecha      | Hora         | Pabellón        | Espectadores |            |            |            |            |            |
| Grupo C                     | Grupo C    | Grupo C                 | Grupo C    | Grupo C      | Grupo C         | Grupo C      | Grupo C    | Grupo C    | Grupo C    | Grupo C    | Grupo C    |
| --------------------------- | ---------- | ----------------------- | ---------- | ------------ | --------------- | ------------ | ---------- | ---------- | ---------- | ---------- | ---------- |
| Roldán FSF                  | 4 - 3      | Torreblanca Melilla     | 8 de mayo  | 12ː00        | Gabriel Pérez   |              |            |            |            |            |            |
| Ourense Envialia            | 5 - 4      | FSF Móstoles            | 8 de mayo  | 17ː00        | Los Remedios    |              |            |            |            |            |            |
| Poio Pescamar FS            | 0 - 1      | Burela FS               | 8 de mayo  | 17ː00        | A Seca          | 50           |            |            |            |            |            |
| Futsi Atlético Navalcarnero | 4 - 1      | AD Alcorcón FSF         | 8 de mayo  | 18ː30        | La Estación     | 0            |            |            |            |            |            |
| Grupo D                     |            |                         |            |              |                 |              |            |            |            |            |            |
| AE Penya Esplugues          | 2 - 0      | Intersala Promesas      | 8 de mayo  | 16ː00        | Les Moreres     |              |            |            |            |            |            |
| Cidade As Burgas            | 1 - 2      | Universidad de Alicante | 8 de mayo  | 16ː30        | Paco Paz        |              |            |            |            |            |            |
| Viaxes Amarelle             | 1 - 2      | Rayo Majadahonda        | 8 de mayo  | 18ː00        | Sagrada Familia |              |            |            |            |            |            |
| Teldeportivo                | 3 - 0      | Sala Zaragoza FS        | 8 de mayo  | 18ː00 (h.i.) | C. Insular Dep. |              |            |            |            |            |            |
| Leganés FS                  | 6 - 1      | Xaloc Alicante          | 8 de mayo  | 19ː30        | La Fortuna      |              |            |            |            |            |            |

| Jornada 25                                                                          | Jornada 25 | Jornada 25                  | Jornada 25    | Jornada 25 | Jornada 25     | Jornada 25   | Jornada 25 | Jornada 25 | Jornada 25 | Jornada 25 | Jornada 25 |
| Local                                                                               | Resultado  | Visitante                   | Fecha         | Hora       | Pabellón       | Espectadores |            |            |            |            |            |
| Grupo C                                                                             | Grupo C    | Grupo C                     | Grupo C       | Grupo C    | Grupo C        | Grupo C      | Grupo C    | Grupo C    | Grupo C    | Grupo C    | Grupo C    |
| ----------------------------------------------------------------------------------- | ---------- | --------------------------- | ------------- | ---------- | -------------- | ------------ | ---------- | ---------- | ---------- | ---------- | ---------- |
| Burela FS                                                                           | 5 - 2      | Roldán FSF                  | 22 de mayo    | 12ː30      | Vista Alegre   |              |            |            |            |            |            |
| FSF Móstoles                                                                        | 0 - 1      | Poio Pescamar FS            | 22 de mayo    | 16ː00      | Villafontana   |              |            |            |            |            |            |
| AD Alcorcón FSF                                                                     | 4 - 2      | Ourense Envialia            | 22 de mayo    | 19ː00      | Los Cantos     |              |            |            |            |            |            |
| Torreblanca Melilla                                                                 | 0 - 5      | Futsi Atlético Navalcarnero | 23 de mayo    | 11ː00      | Javier Imbroda | 150          |            |            |            |            |            |
| Grupo D                                                                             |            |                             |               |            |                |              |            |            |            |            |            |
| Universidad de Alicante                                                             | 6 - 2      | Teldeportivo                | 15 de mayo    | 18ː00      | Univ. Alicante |              |            |            |            |            |            |
| Rayo Majadahonda                                                                    | 0 - 0      | AE Penya Esplugues          | 15 de mayo    | 18ː30      | La Granadilla  |              |            |            |            |            |            |
| Xaloc Alicante                                                                      | 0 - 1      | Cidade As Burgas            | 15 de mayo    | 19ː15      | Pitiu Rochel   |              |            |            |            |            |            |
| Intersala Promesas                                                                  | 3 - 6      | Leganés FS                  | 15 de mayo    | 19ː30      | La Granja      |              |            |            |            |            |            |
| Sala Zaragoza FS                                                                    | 3 - 0      | Viaxes Amarelle             | 29 de mayoN16 | 20ː00      | Río Ebro       | 0            |            |            |            |            |            |
| Nota 16: Se aplazó el partido debido al positivo de una jugadora del Sala Zaragoza. |            |                             |               |            |                |              |            |            |            |            |            |

| Jornada 26                                                               | Jornada 26 | Jornada 26              | Jornada 26    | Jornada 26   | Jornada 26      | Jornada 26   | Jornada 26 | Jornada 26 | Jornada 26 | Jornada 26 | Jornada 26 |
| Local                                                                    | Resultado  | Visitante               | Fecha         | Hora         | Pabellón        | Espectadores |            |            |            |            |            |
| Grupo C                                                                  | Grupo C    | Grupo C                 | Grupo C       | Grupo C      | Grupo C         | Grupo C      | Grupo C    | Grupo C    | Grupo C    | Grupo C    | Grupo C    |
| ------------------------------------------------------------------------ | ---------- | ----------------------- | ------------- | ------------ | --------------- | ------------ | ---------- | ---------- | ---------- | ---------- | ---------- |
| Futsi Atlético Navalcarnero                                              | 2 - 1      | Burela FS               | 29 de mayo    | 18ː00        | La Estación     |              |            |            |            |            |            |
| Roldán FSF                                                               | 7 - 1      | FSF Móstoles            | 29 de mayo    | 18ː00        | Gabriel Pérez   |              |            |            |            |            |            |
| Poio Pescamar FS                                                         | 1 - 3      | AD Alcorcón FSF         | 29 de mayo    | 18ː30        | A Seca          |              |            |            |            |            |            |
| Ourense Envialia                                                         | 2 - 0      | Torreblanca Melilla     | 29 de mayo    | 18ː30        | Los Remedios    |              |            |            |            |            |            |
| Grupo D                                                                  |            |                         |               |              |                 |              |            |            |            |            |            |
| Cidade As Burgas                                                         | 1 - 2      | Intersala Promesas      | 22 de mayo    | 17ː00        | Los Remedios    |              |            |            |            |            |            |
| Viaxes Amarelle                                                          | 1 - 0      | Universidad de Alicante | 22 de mayo    | 18ː00        | Sagrada Familia |              |            |            |            |            |            |
| Leganés FS                                                               | 1 - 3      | Rayo Majadahonda        | 22 de mayo    | 19ː30        | La Fortuna      | 150          |            |            |            |            |            |
| Teldeportivo                                                             | 1 - 3      | Xaloc Alacant           | 22 de mayo    | 19ː00 (h.i.) | C. Insular Dep. |              |            |            |            |            |            |
| AE Penya Esplugues                                                       | 2 - 1      | Sala Zaragoza FS        | 8 de junioN17 | 20:00        | Les Moreres     |              |            |            |            |            |            |
| Nota 17: Se aplazó el partido debido al confinamiento del Sala Zaragoza. |            |                         |               |              |                 |              |            |            |            |            |            |

| Sala Zaragoza FS        | 7 - 4 | Leganés FS         | 5 de junio | 12ː30 | Siglo XXI      | 0 |
| Universidad de Alicante | 5 - 2 | AE Penya Esplugues | 5 de junio | 18ː00 | Univ. Alicante |   |
| Rayo Majadahonda        | 5 - 5 | Cidade As Burgas   | 5 de junio | 18ː30 | La Granadilla  |   |
| Xaloc Alicante          | 1 - 1 | Viaxes Amarelle    | 5 de junio | 19ː15 | Pitiu Rochel   |   |
| Intersala Promesas      | 5 - 3 | Teldeportivo       | 5 de junio | 19ː30 | La Granja      |   |

| Teldeportivo       | 4 - 4 | Rayo Majadahonda        | 12 de junio | 16ː00 (h.i.) | C.D. Gran Canaria |     |
| Cidade As Burgas   | 3 - 5 | Sala Zaragoza FS        | 12 de junio | 17ː00        | Los Remedios      |     |
| Viaxes Amarelle    | 4 - 1 | Intersala Promesas      | 12 de junio | 18ː30        | Sagrada Familia   |     |
| AE Penya Esplugues | 6 - 0 | Xaloc Alicante          | 12 de junio | 18ː30        | Les Moreres       |     |
| Leganés FS         | 2 - 2 | Universidad de Alicante | 12 de junio | 19ː30        | La Fortuna        | 200 |

### Play Out
| AE Penya Esplugues | 3 - 2        | Colme Futsal   | 19 de junio | 17ː00 | Esperanza Lag |  |
| Viaxes Amarelle    | 1 - 2 (pro.) | Joventud d'Elx | 19 de junio | 19ː30 | Esperanza Lag |  |

### Final Four (por el título)

#### Futsi Atlético Navalcarnero - Alcorcón
| 12 de junio de 2021, 11:00 (UTC+2) | CD Futsi Atlético Navalcarnero                             | 5:2 (2:2) | AD Alcorcón FSF                      | Jorge Garbajosa, Torrejón de Ardoz     |                                        |
|                                    | Ari 15' 40' · María Sanz 16' · Becha 26' · Anita Luján 39' | Reporte   | Vane Sotelo 12' · Aída de Miguel 16' | Árbitro(s): Irene Vargas Pablo Delgado | Árbitro(s): Irene Vargas Pablo Delgado |

#### Burela - Roldán
| 12 de junio de 2021, 13:30 (UTC+2) | Pescados Rubén Burela FS                      | 5:1 (2:1) | STV Roldán         | Jorge Garbajosa, Torrejón de Ardoz       |                                          |
|                                    | Leti Cortés 9' · Peque 20' 37' · Jane 33' 40' | Reporte   | Marta Pelegrín 14' | Árbitro(s): Lydia Guillem Sara Gutiérrez | Árbitro(s): Lydia Guillem Sara Gutiérrez |